# Чепинци (Смолянская область)
Чепинци (болг. Чепинци) — село в Болгарии. Находится в Смолянской области, входит в общину Рудозем. Население составляет 2 051 человек.
Село расположено в Родопах, неподалёку от границы с Грецией.

## История
Первоначально село называлось Чангырдере (болг. Чангърдере) впоследствии было переименовано в Чепинци.

## Политическая ситуация

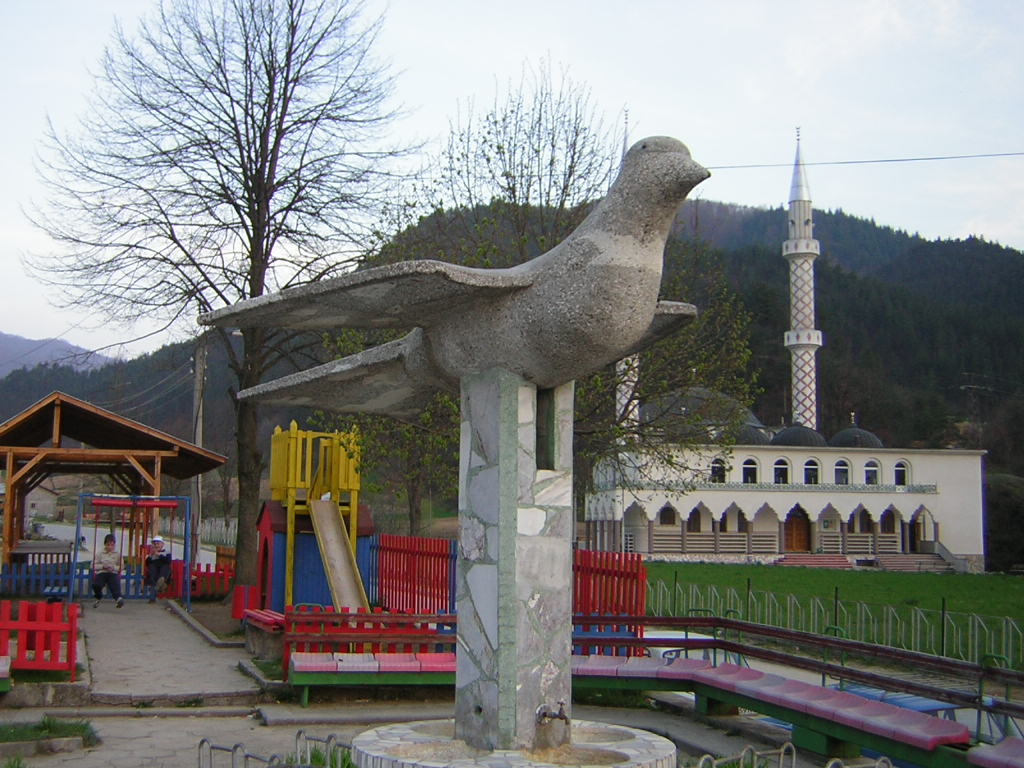
Голубь символ села

В местном кметстве Чепинци, в состав которого входит Чепинци, должность кмета (старосты) исполняет Хайри Ахмедов Брахимбашев (Движение за права и свободы (ДПС)) по результатам выборов правления кметства в 2007 году.
Кмет (мэр) общины Рудозем — Николай Иванов Бояджиев (коалиция партий: Граждане за европейское развитие Болгарии (ГЕРБ), Земледельческий народный союз (ЗНС)) по результатам выборов 2007 года в правление общины.

## Образование, культура

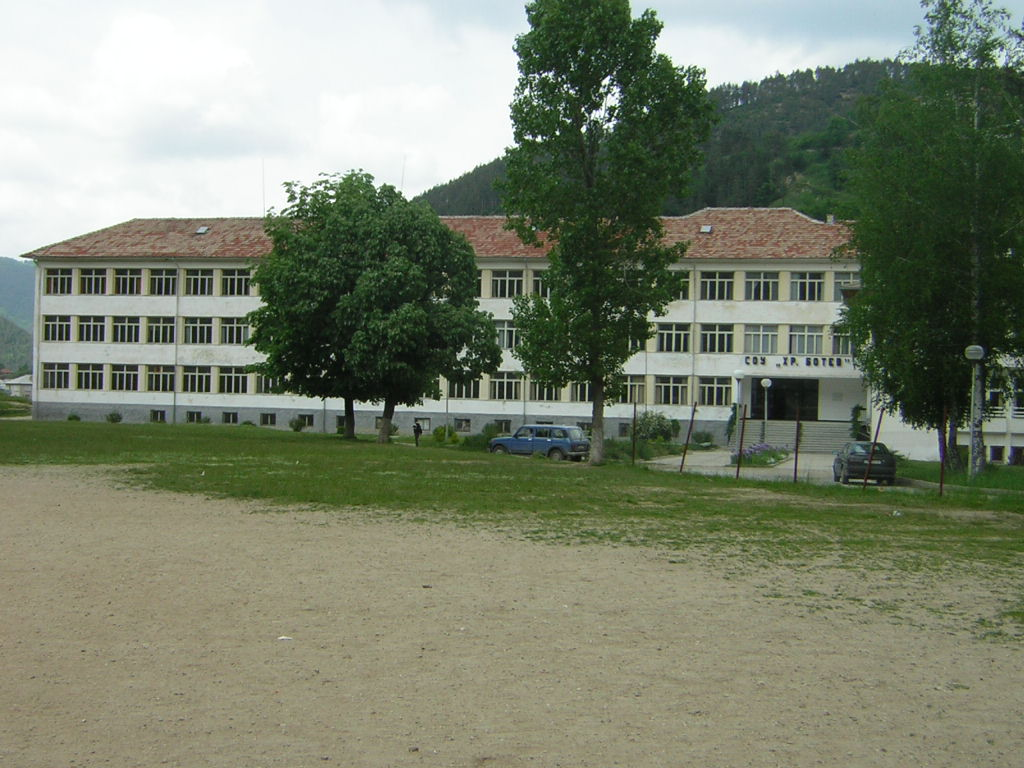
Чепинци. Средние училище (Гимназия)

- Средние училище (гимназия) — СОУ имени Христо Ботева — создано в 1927 году
- Библиотека «Нов живот» — создана в 1948 году. В 2001 году пожар уничтожил около 90 % фонда библиотеки. В 2005 году фонд был восстановлен.